# Fujiwara no Koremichi
Fujiwara no Koremichi (藤原伊通, [[[1093]] - 1165] Erro: {{japonês}}: texto da transliteração contém caractere não latino (pos 19) (ajuda)), filho de Munemichi e bisneto de Michinaga,  foi um membro da Corte no período Heian da história do Japão e membro do ramo Nakamikado dos Hokke Fujiwara.

## Vida
Em 1122 se tornou Sangi. O Imakagami nos diz que Koremichi quando tinha trinta anos (1133) foi preterido na promoção para Chūnagon por Fujiwara no Munesuke, e diz que ficou tão furioso que queimou seu carro oficial na rua em frente a sua casa, montou em seu cavalo, e vestindo roupas muito alegres em tons de vermelho e azul, galopou até a casa de uma cortesã bem conhecida.
Koremichi ocupou os postos de Naidaijin  (1156-1157) e Sadaijin (1157 - 1160) durante o reinado do Imperador Sutoku e mais tarde o de Daijō Daijin em 1060, isto apesar de não ser um descendente direto de Yorimichi, mas de seu jovem irmão Yorinume.
Koremichi era uma sogro do Imperador Konoe que reinou de 1141 a 1155, neste espaço de tempo governaram dois Imperadores em Clausura. É compreensível que Koremichi estivesse bem insatisfeito com o regime de imperadores aposentados governarem enquanto o legitimo imperador ficava resignado. Nesta circunstância enquanto e ministro ficou com seu poder seriamente diminuído, incluído que em 1180, foi acusado de ser um ignorante total da literatura e da história do Japão e da China. Esse foi certamente a mais grave denúncia contra um estadista na corte Heian, onde a aprendizagem sempre foi valorizada e incentivada.
Koremich se afastou do cargo quando ficou muito doente no início de 1165. Se tornou monge budista no dia 25 de março e morreu no dia 28 deste mês aos 72 anos de idade.
| Precedido por Fujiwara no Munemichi | -- 4º Líder dos Nakamikado Fujiwara 1120-1165 | Sucedido por Ninguém           |
| Precedido por Fujiwara no Munesuke  | 30º Daijō Daijin (1160 - 1165)                | Sucedido por Taira no Kiyomori |
| Precedido por Tokudaiji Saneyoshi   | 43º Sadaijin (1157 - 1160)                    | Sucedido por Konoe Motozane    |
| Precedido por Tokudaiji Saneyoshi   | 27º Naidaijin (1156 - 1157)                   | Sucedido por Sanjō Kiminori    |